# Asclepias californica
Asclepias californica là một loài thực vật có hoa trong họ La bố ma. Loài này được Greene mô tả khoa học đầu tiên năm 1893.

## Hình ảnh

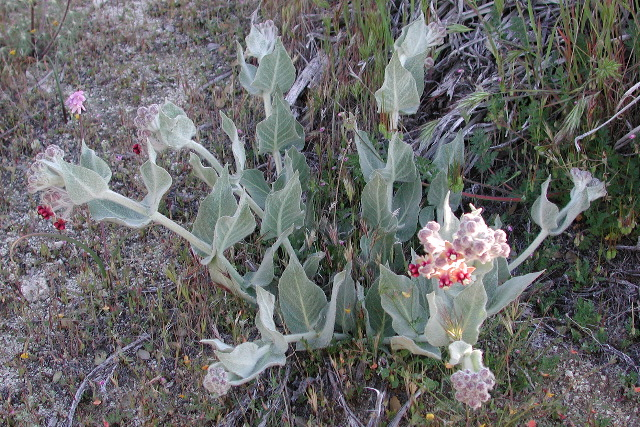
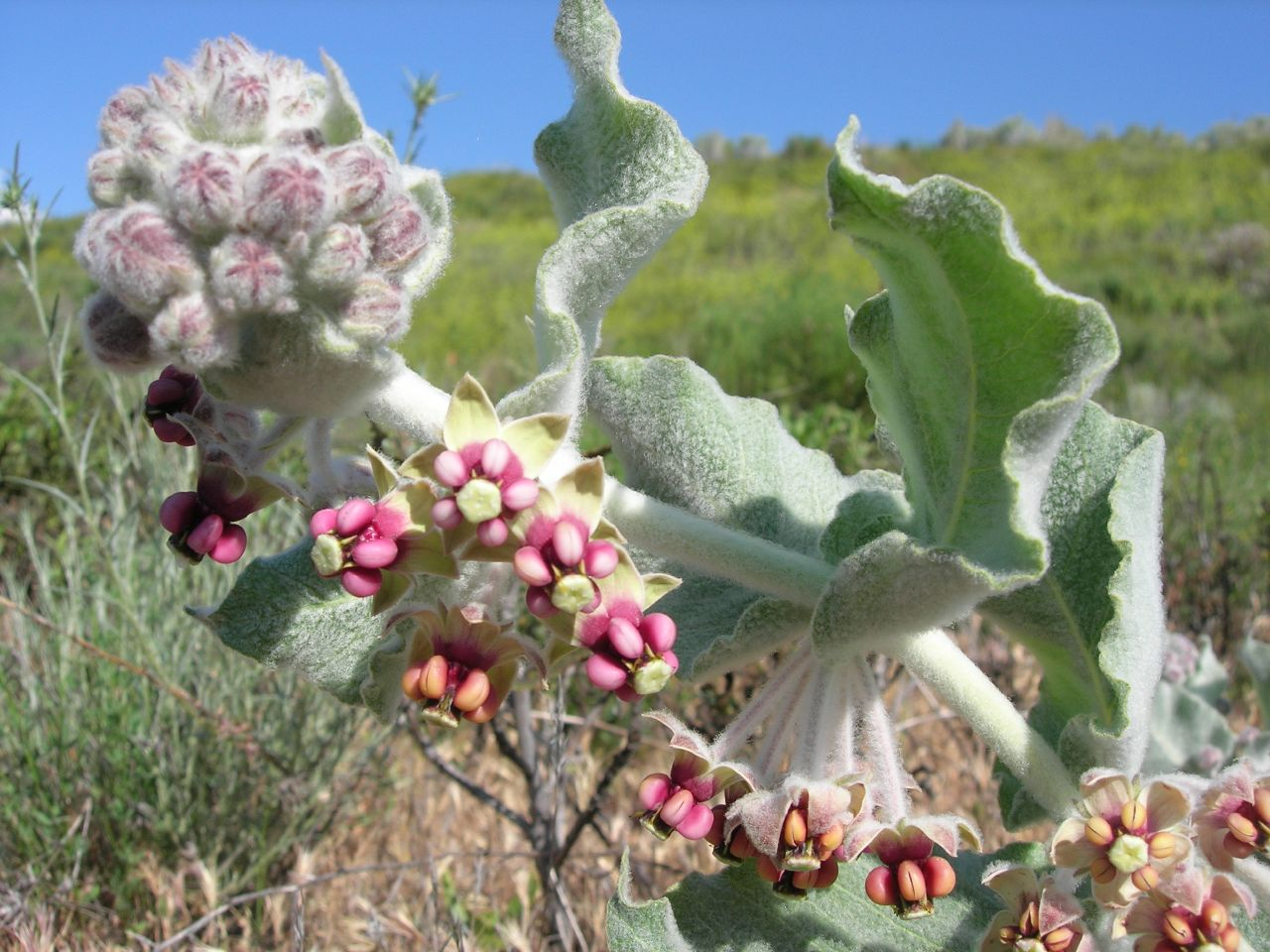